# Cryosophila cookii
Espèce
Statut de conservation UICN

 CR A1c, B1+2a, C2a : 
En danger critique
Cryosophila cookii est une espèce de plantes de la famille des Arecaceae.

## Publication originale
- Publications of the Carnegie Institution of Washington 461(2): 39, t. 10–12. 1935.